# Agrilus albocomus
Agrilus albocomus är en skalbaggsart som beskrevs av Fisher 1928. Agrilus albocomus ingår i släktet Agrilus och familjen praktbaggar. Inga underarter finns listade i Catalogue of Life.